# Herczeg Ferenc (kohómérnök)
Herczeg Ferenc (Budapest, 1906. november 4. – Budapest, 1960. február 12.) lakatos, miniszterhelyettes, országgyűlési képviselő.

## Élete
Munkáscsalád sarja, édesapja kovácssegéd ként dolgozott a MÁVAG-nál. Miután elvégezte a négy polgári osztályt, kitanulta a lakatos szakmát apja műhelyében. 1921 és 1945 között volt a MÁVAG dolgozója. 1936-ban és 1939-ben külföldi munkalehetőség miatt fél évet töltött Franciaországban. A Vas-és Fémmunkások Szakszervezetének 1925-től volt tagja. 1944-ben belépett a KMP-be, majd ugyanezen év novemberében több csepeli munkással egyetemben letartóztatták a nyilasok, mint az ellenállási mozgalom harcosát. Decemberben szabadult. 1945 után elnöke volt a MÁVAG üzemi bizottságának, 1947-től pedig igazgatója volt a Diósgyőri Lenin Kohászati Műveknek. Ezt követően a Gazdasági és Műszaki Akadémián tanult. 1952 februárjától elnökhelyettesként működött az Országos Tervhivatalnál, 1954. május 30-ától tagja volt az MDP Központi Vezetőségének. 1955 januárban kapta meg kinevezését kohó- és gépipari miniszterhelyettesnek. 1953. május 17-én választották meg országgyűlési képviselőnek a Magyar Függetlenségi Népfront budapesti listáján, 1958. november 16-án pedig újfent mandátumot szerzett a Hazafias Népfront Borsod-Abaúj-Zemplén megyei listáján.